# Karl-Heinz Bußert
Karl-Heinz Bußert (født 8. januar 1955 i Kirchmöser) er en tysk tidligere roer og olympisk guldvinder.

## Karriere
Bußert kom med i den østtyske dobbeltfirer til OL 1976 i Montreal, første gang dobbeltfireren var på OL-programmet. Bådens øvrige besætning var Wolfgang Güldenpfennig, Rüdiger Reiche og Michael Wolfgramm. Østtyskerne blev nummer to i indledende heat og måtte derpå gennem opsamlingsheatet. Her vandt de og kom derfor i finalen, hvor de fik revanche for nederlaget i indledende heat til Sovjetunionen, da de sikrede sig guldmedaljen med over et sekunds forspring til netop Sovjetunionen, mens Tjekkoslovakiet blev nummer tre.
Bußert var med i den østtyske dobbeltfirer, der var meget dominerende i en årrække og således vandt alle verdensmesterskaber fra 1975 til 1982. Han var med fra 1977 i varierende besætninger, og således havde verdensmestrene i 1977 kun to roere med fra OL 1976 med (udover ham også Güldenpfennig). Det blev i perioden til fem VM-titler til Bußert, hvorpå det blev til to sølvmedaljer i 1983 og 1985. Han var dog ikke med til at forsvare OL-guldet i OL 1980, og ved OL 1984 boykottede DDR i lighed med de fleste andre østeuropæiske lande legene.

## Øvrige karriere
Bußert var udlært mekaniker, men kom senere til at arbejde i det østtyske politi. Han studerede også sport og politologi, og han fungerede desuden som rotræner i sin klub som aktiv, SG Dynamo Potsdam, senere for det regionale hold fra Brandenburg.

## OL-medaljer
- 1976:  Guld i dobbeltfirer